# はぐれ署長の殺人急行
『はぐれ署長の殺人急行』（はぐれしょちょうのさつじんきゅうこう）は、2016年から2018年までTBS系「月曜名作劇場」で放送されたテレビドラマシリーズ。全4回。恵俊彰の初主演のドラマとなる。

## 登場人物

### 警察関係者
北斗鉄太郎（ほくと てつたろう）
演 - 恵俊彰
主人公。階級は警視長。50歳。鉄道オタク。『太陽にほえろ!』などの現場に出る刑事に憧れ、猛勉強して警察庁に入るも本来の希望とは異なり、キャリア官僚の道を歩んでしまった。そのままエリートの仲間入りを果たすが、先輩が行った横領の罪をかぶせられ地方の所轄署を転々と左遷される「はぐれ署長」に。警察官僚としては絶望的な左遷であるが、本人は悲観するどころか、地方の鉄道が見られるとはしゃぐ変わり者。常に人の好さそうな笑顔を浮かべて明るく振舞っており、署長らしい威厳もないので周囲には呆れられたり、横領事件の噂で赴任直後は軽蔑されていることが多い。しかし高い推理力と洞察力、そして人を信じ抜くお人好しさ、上役にも意見する行動力などを評価され、信頼を獲得していく。捜査は素人だが、刑事のような「人を疑う」ことから始めず、「人を信じる」ことから捜査を始める。そのため担当の管理官とはたびたび意見の衝突を起こす。どうしても引き下がれない時は、自身の階級が管理官（警視正）より上（警視長）のことから「命令」を下すという伝家の宝刀を抜くのが通例。
家族は妻と子供4人に姉がいる。特に姉は鉄太郎の引っ越し先に押しかけてくることが多い。
大和と市毛とは赴任先の埼玉県警秩父東警察署で知り合い（2作目）、以降も鉄太郎が署を転々としてもお互いに事件の捜査で協力している（3作目〜）。
大和公三
演 - 勝村政信（第2作 - ）
経歴：埼玉県警秩父東警察署 刑事課（第2作・第3作）
→ 埼玉県警加須東警察署（第4作）
巡査部長。一匹狼気質で口が悪いが、強い正義感の持ち主で仲間を見捨てられない性格。相手が上の人間であろうと立ち向かう気概の持ち主だが、鉄太郎の姉には敬語でやや頭が上がらない。鉄太郎より先輩であり、立場も階級もはるかに上の鉄太郎に対し「鉄太郎」と呼び捨てで呼ぶ。逆に大和は「ヤマさん」と愛称で呼ばれている。
かつて彼を慕う同僚刑事・結城が、犯人を追う余り不法侵入を行ってしまい、更に暴力行為まで働いてしまった。結果、逆上した犯人に殺された。上司は「殉職扱いにすると違法捜査を認めてしまう」として「刑事としての死」を認めようとしなかった。そのため大和は警察という組織に失望し、何もできなかった贖罪として遺された妻・静香とその娘を守ろうとしていた。
当初は鉄太郎を「汚職を働いた最低な警察官」と見ており、まったく信頼していなかった。しかし、結城の娘が拉致された事件を共に捜査する内に彼がどういう人間かを知り、信頼するようになっていった。汚職に関しても「鉄太郎はやってない」と言い切り、名実共に「はぐれ署長」と「はぐれ刑事」の立場を超えたコンビとなった。
市毛明日香（いちげ あすか）
演 - 中山忍（第2作 - ）
経歴：埼玉県警秩父東警察署 刑事課（第2作・第3作）
→ 埼玉県警加須東警察署（第4作）
巡査部長。シングルマザー。本作におけるヒロイン的な存在であり、毎回何かしらのトラブルに巻き込まれる。
気の強い性格で、たとえ容疑者であっても無実と見れば信じ抜き、我が身を呈してでも守ろうとする「強さ」を持つ。一方で、一人で物事を抱え込み、誰にも相談できず自滅してしまう「弱さ」も持つ。
当初は鉄太郎を「警察庁から左遷されてくるなんて怪しい」と色眼鏡で見ていた。だが共に捜査を進める内に信頼するようになり、横領疑惑に関しても何かの間違いだと考えるようになった。
元夫は埼玉県捜査一課管理官・霧島勇作（第2作）。家庭よりも出世を優先する夫に嫌気が差し離婚したが、事件を通じて和解を果たし、エピローグでは一家3人で仲良く散歩する姿が見られた。復縁したかどうかは不明。
大食いであり、食事を注文する時は毎回大盛りである。

### 鉄太郎の親族
北斗ひかり
演 - 三田寛子（第1作）
鉄太郎の妻。単身赴任の夫に代わって子供たちの面倒を見ている。
北斗ひたち
演 - 萩原壮志（第1作）、外川燎（第4作）
鉄太郎とひかりの長男。友達に鉄太郎の悪口を言われ、その友達を叩きケガをさせる（第4作）。
北斗ときわ
演 - 関沢美紘（第1作）、吉田紬（第4作）
鉄太郎とひかりの長女。
北斗つばさ
演 - 齋藤絢永（第1作）、北村凌駕（第4作）
鉄太郎とひかりの次男。
北斗こまち
演 - 川北れん（第1作）、林里香（第4作）
鉄太郎とひかりの次女。
赤城あずさ
演 - 藤真利子
鉄太郎の姉。バツイチ。頻繁に鉄太郎の赴任先に遊びに来る。第4作は鉄太郎の子供たち4人と一緒に栃木まで来た。
明朗快活な中年女性で、その行動力と気さくさには大和も頭が上がらない。鉄太郎以上にストレートに自らの正義を貫ける人物であり、事件の背景を知って悩む鉄太郎に「どう考えるべきか」アドバイスを送ったこともある（第3作）。

### ゲスト
第1作「九十九里浜迷宮ダイヤ」（2016年）
- 警察関係者

- 姫上のぞみ（千葉県警いすみ西警察署 刑事課 巡査長） - 平山あや
- 定峰洋行（千葉県警いすみ西警察署 刑事課 巡査） - 鈴之助
- 谷川英二（警察庁官房長） - 須藤正裕
- 鉄太郎に自分の横領の罪を擦りつけた先輩上司 - 若杉宏二
- 朝霧一（千葉県警捜査一課 管理官） - 長谷川朝晴
- 富士川優（千葉県警捜査一課 刑事） - 石井正則
- 警官 - 増山祥太
- 大隅東吾（千葉県警いすみ西警察署 刑事課 班長・巡査部長） - 西村和彦

- その他

- 佐竹圭造（海鮮居酒屋「さたけ」店主） - 渡部豪太
- 岩井信人（岩井酒店 店主） - 鈴木裕樹
- 岩井穂乃香（信人の妹・岩井酒店 店員・町村の元婚約者） - 森脇英理子
- 徳田健夫（徳田リカー 営業部長） - 樽沢勇紀
- 三条瞳（徳田リカー 社員） - 潮みか
- 根本武治（徳田リカー 社員） - 倉沢学
- 町村謙司（徳田リカー 元社員・2か月前自殺） - 速田隆成
- 魚屋 - 岩田丸
- 海鮮居酒屋「さたけ」店員 - 米本来輝
- いすみ鉄道「キハ28 2346」車掌 - 佐々木絵梨花
- 町村孝子（町村の母） - 蓬萊照子
- 大原漁港で鉄太郎に痴漢されたと思い悲鳴を上げた女 - 堀本雪詠
- 岩井絹江（岩井の母・岩井酒店 店員） - 角替和枝

第2作「秩父SL迷宮ダイヤ」（2017年）
- 警察関係者

- 黒部満彦（埼玉県警秩父東警察署 刑事課長・警部） - 五代高之
- 青葉孝之（埼玉県警捜査一課 警部補） - 土屋佑壱
- 霧島勇作（埼玉県警 管理官・警視・明日香の元夫） - 原田龍二
- 大和の元上司 - 茂木和範
- 埼玉県警秩父東警察署 署員 - 中村僚志
- 鑑識課員 - 早乙女猛雄

- その他

- 石倉加奈子（特別養護老人ホーム「SAKURAの里」介護士） - 大路恵美
- 真壁武史（真壁法律事務所 弁護士） - 瀧川英次（幼少期：金山仁）
- 笠原信吾（早海不動産 従業員・早海の部下） - 大高洋夫
- 結城静香（茜の母） - 中村綾
- 早海義男（早海不動産 社長） - 児玉貴志
- 石倉将太（加奈子の夫・5年前行方不明になり1年前白骨死体で発見） - 中村公隆（幼少期：浅川琉生）
- 鉄太郎に盗撮されたと思った女性 - 染谷有香
- 村田（「陽炎の会」の詐欺被害者） - ぶっちゃあ
- 記者 - 別紙慶一、伊原侑蔵
- 真壁法律事務所 事務員 - 早坂梨菜
- 結城茜（静香の娘・小学生） - 遠藤璃菜
- 市毛麗奈（明日香と霧島の娘・小学生） - 織田美来

第3作「伊豆・修善寺迷宮ダイヤ」（2018年）
- 警察関係者

- 本村但（伊豆修善寺警察署 刑事課長） - 小野寺丈
- 早川拓也（静岡県警 刑事） - 牧田哲也
- 菅生繁（静岡県警 捜査一課長） - 橋爪淳
- 両国（伊豆修善寺警察署 鑑識課員） - 西洋亮
- 林（西伊豆警察署 資料課） - 野添義弘
- 警官 - 中野マサアキ、田口誠二、中村優希
- 伊豆修善寺警察署 署員 - 木島杏奈、津本祐希
- 香山利文（伊豆修善寺警察署 鑑識課長） - 田山涼成
- 瀬野久美子（静岡県警捜査一課 管理官） - 高島礼子（幼少期：小菅汐梨）

- その他

- 徳田直樹（静岡地検 検察官） - 山田純大（高校生：富永凌平）
- 相沢正之（探偵・元刑事） - 金山一彦
- 奥村圭吾（カナエのマネージャー） - 山中聡
- 桜木慎一郎（定年退職した元刑事） - 山田明郷
- 中里新一（25年前の交通事故の加害者） - 萬雅之
- 下山幸子（浩介とカナエの母・西伊豆中央病院 入院患者） - 内田尋子
- 本庄優子（浩介の元同僚） - 田山由起
- 徳田宗一（徳田の父・25年前死亡） - 中西哲也
- 下山浩介（少年A） - 河相我聞（青年期：河相沙羅）
- カナエ（浩介の妹・イラストレーター） - 原千晶（少女期：竹内琴音）
- バーのマスター - 池ノ内孝
- 狙撃主 - 川崎誠一郎
- 桂川あきのり（25年前に誘拐された男の子） - 佐々木聖輝（ノンクレジット）
- 久美子の父 - 森野雅仁（ノンクレジット）

第4作「日光・鬼怒川連続殺人」（2018年）
- 警察関係者

- 坂口（栃木県警日光中央警察署 刑事） - 松浦司
- 三上（埼玉県警科学捜査研究所 研究員・明日香の同期） - 花田昇太朗
- 所轄の刑事 - 山沖純
- 警察官 - 多々良光洋
- 郷原栄一郎（警察庁関東管区警察局 局長・警視監） - 長谷川初範
- 浪川和枝（群馬県警館林南警察署 刑事） - 山下容莉枝
- 藤木雄三（栃木県警日光中央警察署 刑事） - 松澤一之

- その他

- 富樫仁（NPO法人「道のり」代表） - 宇梶剛士
- 小野寺純平（明日香の知人・腎臓移植ドナー） - 川村陽介
- 甲斐路幸宏（ジャーナリスト・北関東新聞 元記者） - 坪倉由幸
- 三船賢太郎（三船の息子で秘書） - 森岡豊
- 小野寺涼花（純平の妻） - 愛加あゆ
- 丹野祐樹（フリーター・栃木中央警備 元ドライバー） - 奥田圭悟
- 佐久間享（法務省会計課 元課長） - 加藤忠可
- 浅見典之（NPO法人「道のり」理事・栃木中央警備 元ドライバー） - 出口高司
- 大宮北記念病院 医師 - 平野貴大
- 編集長 - 林和義
- 佐々部明文（窃盗の前科者・2年前から行方不明） - 赤木悠真
- 大宮北記念病院 看護師 - 玉妃摩夕
- 若者 - 新井裕士、黒澤優介
- 三船幸久（法務大臣） - 竜雷太
- 小野寺沙理（純平と涼花の娘） - 古川凛
- 長野刑務所 囚人 - 或布理萬
- 作業員 - 小林三十朗
- 元不良の居酒屋店長 - 大和白龍
- 秘書 - 華宮さくら

## 鉄太郎の赴任先と登場した主な鉄道
第1作
- 千葉県警いすみ西警察署
- いすみ鉄道

第2作
- 埼玉県警秩父東警察署
- 秩父鉄道SLパレオエクスプレス

第3作
- 静岡県警伊豆修善寺警察署
- 伊豆箱根鉄道駿豆線

第4作
- 栃木県警日光中央警察署
- 東武鉄道日光線

## スタッフ
- 脚本 - ひかわかよ、谷口純一郎、渡邉真子
- 監督 - 伊藤寿浩、児玉宜久
- プロデューサー - 渡辺良介（大映テレビ）、北川俊樹（大映テレビ / 第1作 - 第3作）
- TBS編成 - 中島啓介、中井芳彦（第3作 - ）
- 製作 - TBS、大映テレビ

## 放送日程
- 第3作は20時00分から22時54分までの3時間SP。
- 第4作は20時00分から23時07分までの3時間SP。

| 話数 | 放送日        | サブタイトル           | 脚本       | 演出     |
| ---- | ------------- | ---------------------- | ---------- | -------- |
| 1    | 2016年12月5日 | 九十九里浜迷宮ダイヤ   | ひかわかよ | 伊藤寿浩 |
| 2    | 2017年6月26日 | 秩父SL迷宮ダイヤ       | 谷口純一郎 | 児玉宜久 |
| 3    | 2018年1月22日 | 伊豆・修善寺迷宮ダイヤ | 谷口純一郎 | 児玉宜久 |
| 4    | 2018年7月09日 | 日光・鬼怒川連続殺人   | 渡邉真子   | 児玉宜久 |